# Партія демократичної дії
Партія демократичної дії (босн. Stranka Demokratske Akcije — SDA) — консервативна партія, що діє в Боснії і Герцеговині. Лідер партії — Сулейман Тихич.
Партію було засновано 26 травня 1990 року на з'їзді в Сараєві. Первинно партія замислювалась як об'єднання громадян Югославії, що існувала на той момент, мусульманського віросповідання. На перших багатопартійних виборах 1990 року партія здобула 86 місць у Скупщині Боснії і Герцеговини (з 240). Лідером партії тривалий час був Алія Ізетбегович. Представник партії Мустафа Муезинович — прем'єр-міністр Федерації Боснії і Герцеговини з 18 червня 2009 року.
Нині партія декларує загальнодемократичні й традиційні цінності, а також прагне до збереження Боснії і Герцеговини як єдиної багатонаціональної держави й підтримує перспективи європейської інтеграції Боснії і Герцеговини.
На останніх парламентських виборах 3 жовтня 2010 року партія здобула 214 261 голос і 7 депутатських мандатів у Палаті представників Парламентської Скупщини — 197 890 (19,4 %) та 7 мандатів у Федерації Боснії і Герцеговини й 16 371 (2,64 %) та 0 мандатів у Республіці Сербській. На президентських виборах, що пройшли одночасно з парламентськими кандидат від партії Бакір Ізетбегович став одним з трьох президентів — членів Президії Боснії і Герцеговини. Ізетбегович обирався від боснійської громади й отримав 162 797 (34,9 %) голосів.